# Dalbergia melanoxylon
Dalbergia melanoxylon là một loài thực vật có hoa trong họ Đậu. Loài này được Guill. & Perr. miêu tả khoa học đầu tiên. Đây là loài bản địa mọc ở các vùng đât khô hạn theo mùa của châu Phi, từ phía đông Sénégal đến Eritrea, đến các vùng phía nam Tanzania đến Mozambique và phía nam đến các vùng đông bắc của Nam Phi.
Gỗ loài cây này có màu đen, là loài gỗ quý có giá bán cao, được sử dụng làm nhạc cụ hoặc đồ nội thất. Loài cây này mất 60 năm để có gỗ có thể khai thác được, cùng với nạn khai thác quá mức khiến chúng bị đe doạ.

## Hình ảnh

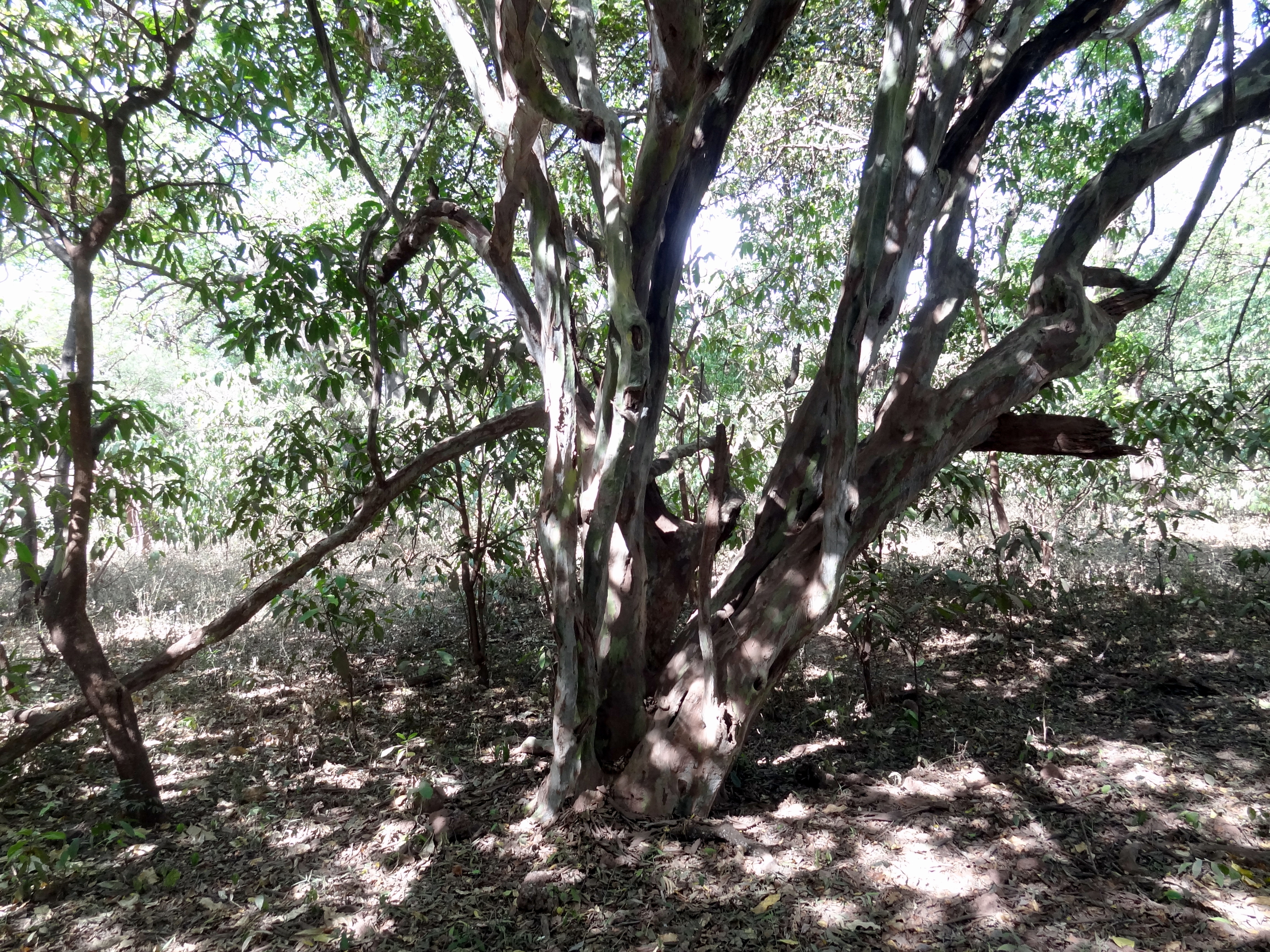